# Sattel im Gepäck
Sattel im Gepäck ist ein Jugendbuch von Sieglinde Dick aus dem Jahr 1975.

## Inhalt
Die Potsdamerin Sylvia Robin wird mit elf Jahren Vollwaise und wächst anschließend in einem Kinderheim in Hoppegarten auf. Sie ist zunächst verschlossen, bis ein Mitschüler sie auf das nahe Gestüt aufmerksam macht. Das tierliebe Mädchen verbringt dort anschließend viel Zeit und lässt sich nach der Schule zum Jockey ausbilden. Ein eigenes Zimmer findet sie bei der verwitweten Frau Kramer. Außerdem lernt sie den Automechaniker Peter Eykhoff kennen und lieben.
Sylvia ist sehr ehrgeizig in ihrem Beruf und erringt bei Rennen zahlreiche Siege. Als die junge Frau Probleme bekommt, ihr Wettkampfgewicht zu halten, greift sie zu Radikaldiäten und landet dadurch sogar zeitweise im Krankenhaus. Ihr Trainer Herr Mathes schlägt vor, sich auf Hindernisläufe zu spezialisieren. Sylvia geht nach anfänglichen Bedenken darauf ein und erweist sich auch hier als sehr geschickt. Bei einem Rennen überfordert sie aber ihr Lieblingspferd Luftikus, das sich daraufhin an einer Hürde das Bein bricht und noch auf der Rennbahn den Gnadenschuss erhält. Sylvia macht sich selbst große Vorwürfe und auch das Verhältnis zu all ihren Mitmenschen verschlechtert sich. Peter wirft ihr rücksichtslosen Ehrgeiz vor und beide trennen sich. Auf Anraten ihrer früheren Heimleiterin Fr. Wille fährt Sylvia nach Potsdam, wo ihre Großmutter in einem Pflegeheim lebt. Ihr gegenüber kann sie die Wahrheit über das Vorgefallene nur mühsam gestehen. Die alte Frau überzeugt sie aber, einen sofortigen Neuanfang zu wagen.
Sylvia findet ein Zimmer in einer billigen Pension und nimmt eine Stelle als Postbotin an. Ihre Route ist mühselig und sie reagiert auf die neue Umgebung zunächst gereizt. Eines Tages bemerkt sie jedoch, dass der alte, alleinlebende Herr Lünemann, dem sie regelmäßig die Zeitung bringt, schwer krank ist. Sylvia ruft einen Arzt und nimmt sich Herrn Lünemanns Bernhardiner Leo an. Da sie es nicht über sich bringt, ihn ins Tierheim zu bringen, schmuggelt sie den Hund heimlich in die Pension, wird deshalb aber gekündigt. Zu ihrer Überraschung belobigen ihre Vorgesetzten sie aber am nächsten Tag für ihr engagiertes Verhalten. Die Aufgemunterte versöhnt sich daraufhin auch wieder mit ihrer ehemaligen Pensionswirtin und zieht, solange Herr Lünemann im Krankenhaus liegt, in dessen Häuschen. Kurz nachdem er entlassen wird, findet sie eine eigene kleine Wohnung. Bei den regelmäßigen Besuchen im Pflegeheim spielt sie Skat mit einigen Bewohnern und findet unter ihnen weitere Pferdeliebhaber.
Zufällig bemerkt Sylvia, dass es in der Nähe ein Gestüt gibt. Sie sucht es auf und gewinnt das Vertrauen der Leiters Hans Pump, der Sylvia gern als Turnierreiterin engagieren möchte. Sie arbeitet nach Feierabend nun regelmäßig mit den Pferden und kann sogar den wilden Vollblüter Spartacus zähmen. Außerdem betreut sie die zahlreichen Kinder, die vor Ort reiten. Das neue Leben gibt Sylvia die Kraft, Peter zu schreiben. Beide kommen sich wieder näher und er gesteht ihr letztlich seine Liebe.
Professor Haumeyer, der Besitzer von Spartacus, zieht ihn zu Sylvias Überraschung aus dem Stall ab. Als sie den Kinderarzt und Sanatoriumsleiter damit konfrontiert erklärt er ihr, dass er den Hengst als Therapiepferd für seine Patienten einsetzen möchte. Dies sei nur dank Sylvias Training möglich gewesen. Sie gibt ihm Ratschläge für sein Projekt und erhält daraufhin eine Stelle als Betreuerin im Sanatorium angeboten. Trotz der damit verbundenen Verantwortung ist Sylvia bereit, sich der großen Herausforderung zu stellen.

## Stil, Aufbau und Gestaltung
Das Buch ist nicht in Kapitel, sondern nur in Textabschnitte unterteilt. Die Hauptfigur ist zugleich Ich-Erzählerin. Die Geschichte setzt ein, als Sylvia zwanzig Jahre alt ist. Vorherige Ereignisse werden in Form ihrer Berichte oder Gedanken dargestellt.
Die Bezeichnung Jockey wird stets in der eingedeutschten Form Jockei bzw. in einem Fall als Facharbeiter für Pferdezucht verwendet.
Illustrationen und Einbandgestaltung stammen von Ralf-Jürgen Lehmann.

## Ausgaben
Sattel im Gepäck erschien erstmals 1975 beim Verlag Neues Leben und erhielt bis 1991 fünf weitere Auflagen. Es wurde außerdem in der VR Polen, der ČSSR und 1985 bei Franckh-Kosmos in Stuttgart verlegt.

## Adaption
Das Buch war Vorlage für Claus Dobberkes Film Platz oder Sieg? (1981).